# 8e arrondissement (Lyon)
Het 8e arrondissement is een van de negen arrondissementen van de Franse stad Lyon. Het arrondissement ligt in het zuidoosten van de stad, en grenst in het westen aan het VIIe en in het noorden aan het 3e arrondissement. Het 8e arrondissement heeft 76.303 inwoners (2006).

Het 8e arrondissement is een afsplitsing van het 7e arrondissement, wat op 19 februari 1959 zijn beslag heeft gekregen. Hoogtepunt in de geschiedenis van dit arrondissement is wat in Frankrijk doorgaat voor de uitvinding van de cinema. In de villa waar de gebroeders Lumière een projectie-apparaat uitvonden is tegenwoordig het institut Lumière gevestigd. De wijk États-Unis zijn een stedenbouwkundig project uit het begin van de 20e eeuw onder leiding van architect Tony Garnier.
Het achtste arrondissement is een arme wijk met veel immigranten en de bijbehorende problemen. Tijdens de rellen in 2005 was dit een van de gedeeltes van de agglomeratie Lyon waar er de nodige confrontaties plaatsvonden. 